# Józef Rusin
Józef Rusin (ur. 6 lutego 1860 w Bieńkówce, zm. 8 stycznia 1927 tamże) – chłop, polityk ludowy i poseł do austriackiej Rady Państwa.

## Życiorys
Urodził się w rodzinie chłopskiej, odziedziczył kilkumorgowe gospodarstwo na którym później gospodarzył w Bieńkówce w pow. myślenickim. Ukończył szkołę ludową. Przez wiele lat był wójtem Bieńkówki. Współzałożyciel i kierownik Kasy Stefczyka oraz założyciel kółka rolniczego w swojej miejscowości. W latach 1912–1914 członek Rady Powiatowej w Myślenicach.
Od 1903 członek Polskiego Stronnictwa Ludowego, w latach 1908–1913 członek jego Rady Naczelnej. Po rozłamie od 1913 w PSL "Piast". Poseł do austriackiej Rady Państwa XII kadencji (17 lipca 1911 – 28 października 1918), wybrany z listy PSL w okręgu wyborczym nr 38 (Maków-Żywiec),  Należał do grupy posłów PSL i Koła Polskiego w Wiedniu.
W jego rodzinnej miejscowości znajduje się tablica pamiątkowa mu poświęcona.